# Retanilla stricta
Retanilla stricta là một loài thực vật có hoa trong họ Táo. Loài này được Hook. & Arn. miêu tả khoa học đầu tiên năm 1833.